# Tullio Kezich
Tullio Kezich, né à Trieste le 17 septembre 1928 et mort à Rome le 17 août 2009, est un critique de cinéma, dramaturge, scénariste et acteur italien.

## Biographie

### Critique de cinéma
L'expérience de Tullio Keich comme critique de cinéma commence en 1941, quand, encore adolescent, il entretient une correspondance soutenue en tant que lecteur avec les revues Cinema (it) et Film. Il commence comme journaliste le 2 août 1944, comme critique pour la radio Radio Trieste (it), avec laquelle il collabore jusqu'à la fin des années 1950. Après la Première Guerre mondiale, il s'occupe de la Mostra de Venise. En 1950, il commence à collaborer avec la revue Sipario (it), dont il devient le directeur de 1971 à 1974.
Au cours de sa carrière, il collabore avec le journal filmé La Settimana Incom (it), et avec les journaux et magazines Panorama, La Repubblica et Corriere della Sera. Il tire de ses critiques pour Panorama et La Repubblica une série de livres comportant plus de deux mille fiches de films sortis en une vingtaine d'années.
Son livre Fellini & altri est un journal de La dolce vita sorti en même temps que le film de Federico Fellini.

### Producteur et scénariste de cinéma et de télévision
En 1950, Tullio Kezich est secrétaire de production de Cœurs sans frontières de Luigi Zampa où il tient également un petit rôle.
En 1961, il participe à la fondation de la maison de production « 22 dicembre », dont il assure la direction artistique jusqu'à la cessation d'activité en 1965. Il y produit des films comme Le terroriste de Gianfranco De Bosio.
En 1969, il déménage à Rome pour participer à la production et au scénario du téléfilm L'Or dans la montagne d'Ermanno Olmi. Suivront d'autres participations à la rédaction de diverses adaptations au cinéma de Piero Chiara et de Joseph Roth et à la télévision de Cervantes, Dostoïevski et Italo Svevo. Le scénario de La Légende du saint buveur est récompensé par le Ruban d'argent en 1989.

### Dramaturge
Homme de grande culture, Tullio Kezich est également actif au théâtre.Il signe des adaptations réussies de chefs-d'œuvre de la littérature, comme La Conscience de Zeno d'Italo Svevo en 1964, Bouvard et Pécuchet de Gustave Flaubert en 1968 ou Feu Mathias Pascal de Luigi Pirandello en 1974.
En revanche, W Bresci, écrit pour le Piccolo Teatro di Milano, est entièrement de lui.

## Publications
- 1959 : Il campeggio di Duttogliano
- 1960 : Fellini & altri
- 1962 : L'uomo di sfiducia, Bompiani, Milan
- 1964 : Giulietta degli spiriti, Cappelli
- 1965 : La coscienza di Zeno, Einaudi, Turin
- 1965 : I cavalieri del West, Della Volpe, Milan
- 1968 : Ombre rosse, Radar, Padoue
- 1971 : W Bresci, Bulzoni, Rome
- 1975 : Il fu Mattia Pascal, Einaudi, Turino
- 1975 : Il mito del Far West, Bulzoni, Rome
- 1977 : Il MilleFilm - Dieci anni al cinema 1967-1977 (deux volumes), Il Formichiere, Milan
- 1978 : Il CentoFilm - un anno al cinema 1977-1978, Il Formichiere, Milan
- 1978 : Il dolce cinema - Fellini & altri, Bompiani, Milan
- 1978 : Svevo e Zeno: vite parallele, Il Formichiere, Milan
- 1979 : Il CentoFilm 2 - un anno al cinema 1978-1979, Il Formichiere, Milan
- 1979 : Il FilmSessanta - il cinema degli 1962-1966, Il Formichiere, Milan
- 1980 : Il CentoFilm 3 - un anno al cinema 1979-1980, Il Formichiere, Milan
- 1983 : Il nuovissimo millefilm : cinque anni al cinema 1977-1982, Mondadori, Milan
- 1983 : Delitto e castigo avec Mario Missiroli, ERI, Turin
- 1986 : Il film '80: cinque anni al cinema, 1982-1986, Mondadori, Milan
- 1990 : Il film '90: cinque anni al cinema 1986-1990, Mondadori, Milan
- 1995 : Cento film 1994, Laterza, Bari
- 1996 : Cento film 1995, Laterza, Bari
- 1997 : Cento film 1996, Laterza, Bari
- 1998 : Cento film 1997, Laterza, Bari
- 2002 : Federico: Fellini, la vita e i film, Feltrinelli, Milano  (ISBN 880749020X)
- 2004 : Ermanno Olmi. Il mestiere delle immagini, Falsopiano  (ISBN 9788887011814)
- 2009 : Noi che abbiamo fatto La dolce vita, Sellerio   (ISBN 8838923558)